# 聖マリア教会 (グダニスク)

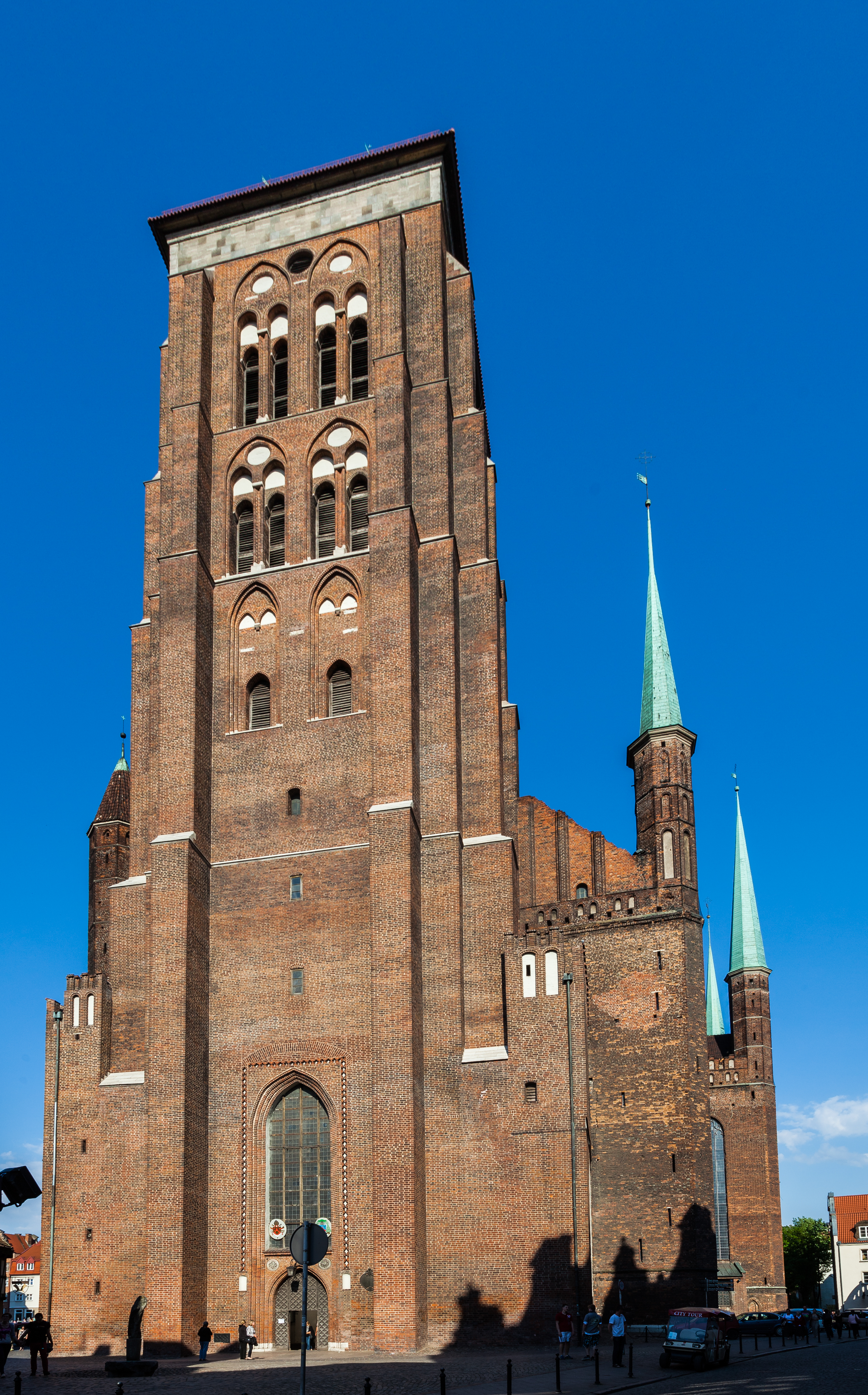
外観

聖マリア教会（ポーランド語：Bazylika Mariacka、ドイツ語: St. Marienkirche）、または正式には聖母マリア教会は、ポーランドのグダニスク中心部にあるレンガ造りのゴシックのカトリック教会である。
1536年から1572年の間、聖マリア教会はカトリックとルーテル会の活動のために用いられた。  16世紀から1945年の間 、世界で2番目に大きいルーテル教会として知られている。
言い伝えによれば、1243年には、この場所にシフィエントペウク2世によって建てられた木造の教会が存在していた。 

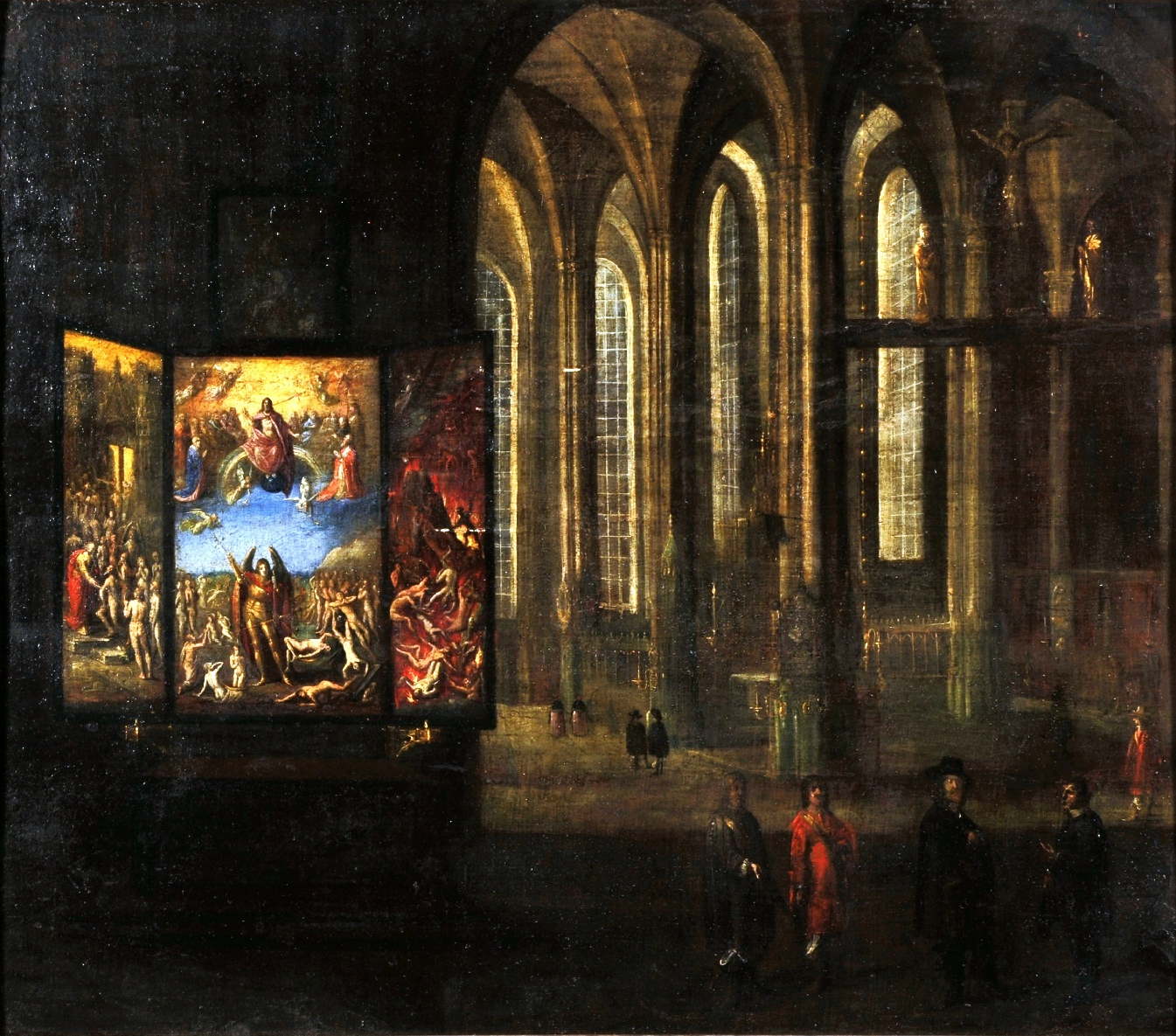
ハンス・メムリンクによる絵画作品「最後の審判」が飾られた聖マリア教会の内部（バルトロマウス・ミルウィッツ、1635年）

新しいれんが造りの教会の礎石は、1343年3月25日に置かれた。 最初に、バシリカ様式の大聖堂が建設され、1343年から1360年に建てられた。
1379年、ダンツィヒの建築家ハインリッヒ・ウンゲラディンと彼のチームは、現在の教会の建設を開始した。 1447年までに教会の東部が完成し、1452年から1466年にかけて塔は2階建てになった。
1485年から、中央部の身廊の建設を監督したハンス・ブラントによって作業が続けられた。 1496年以降、この構造は、アーチ型天井の建設を監督したハインリッヒ・ヘッツルの下でようやく完成した。

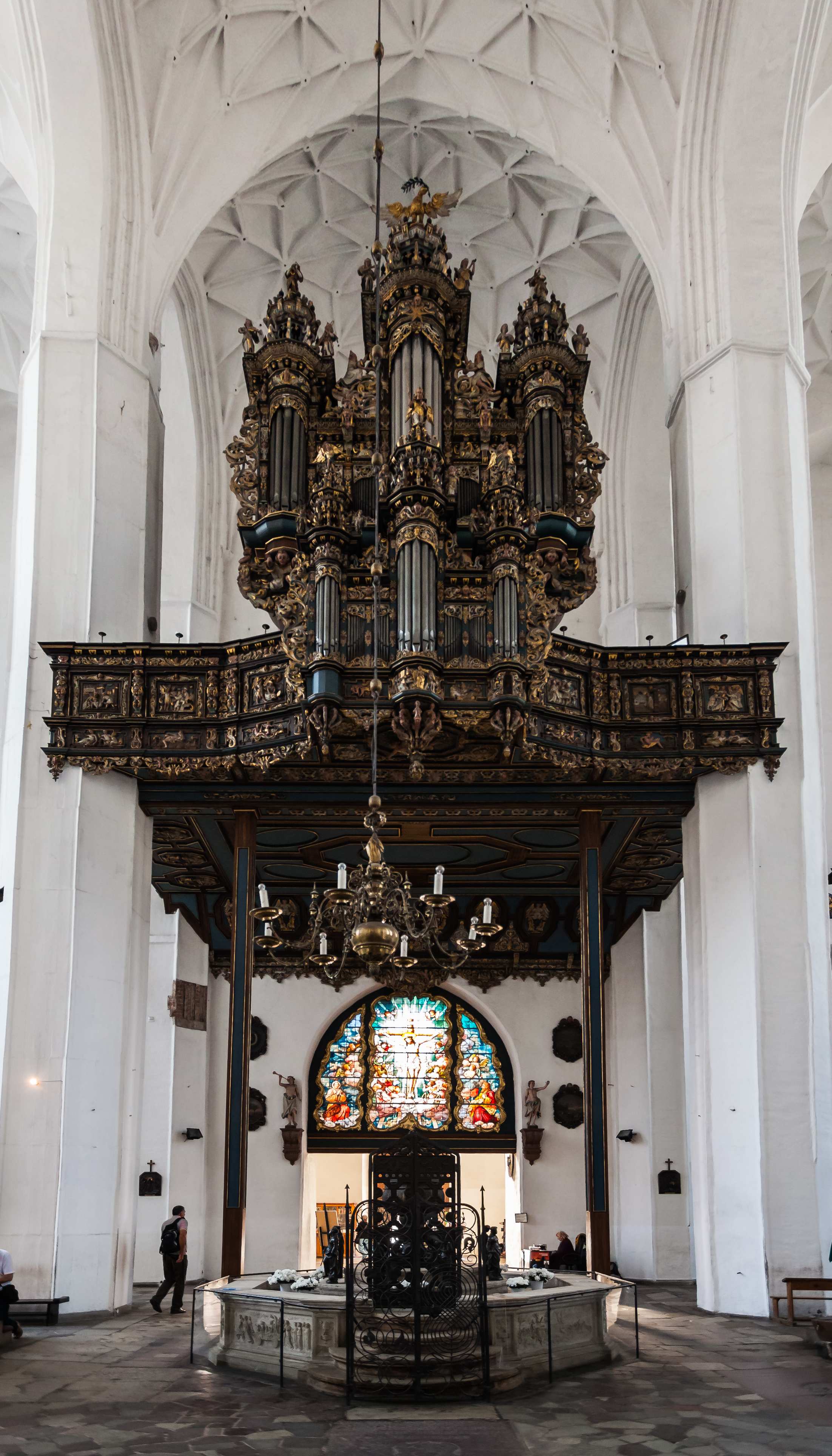
教会内のオルガン

1594年、ポーランドの宮廷裁判所はカトリックの奉仕を聖マリア教会に回復させようとした。しかし市議会はそのアプローチを拒否した。 妥協案として、ポーランドのカトリック王は第二次トルンの平和（1466）以来、市の名目上の首長であったため、評議会はバロック様式のカトリック王室礼拝堂の建設を承認した。  Tylman van Gameren （Gamerski）によって建てられ、1681年に聖マリア教会の近くで完成した。

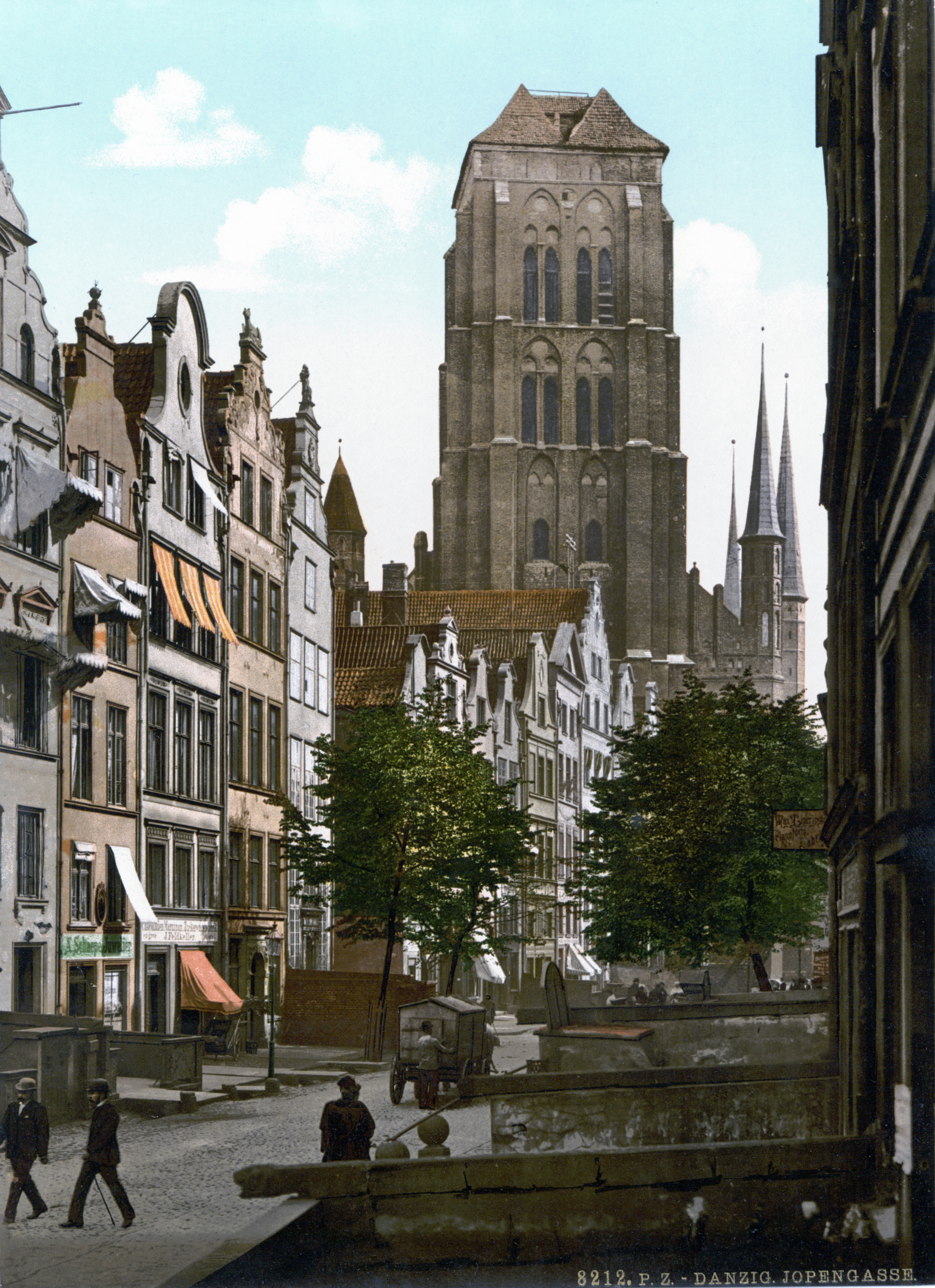
当時のジョペンガッセ（現在のピウナ通り）から見た1900年頃の聖マリア教会。
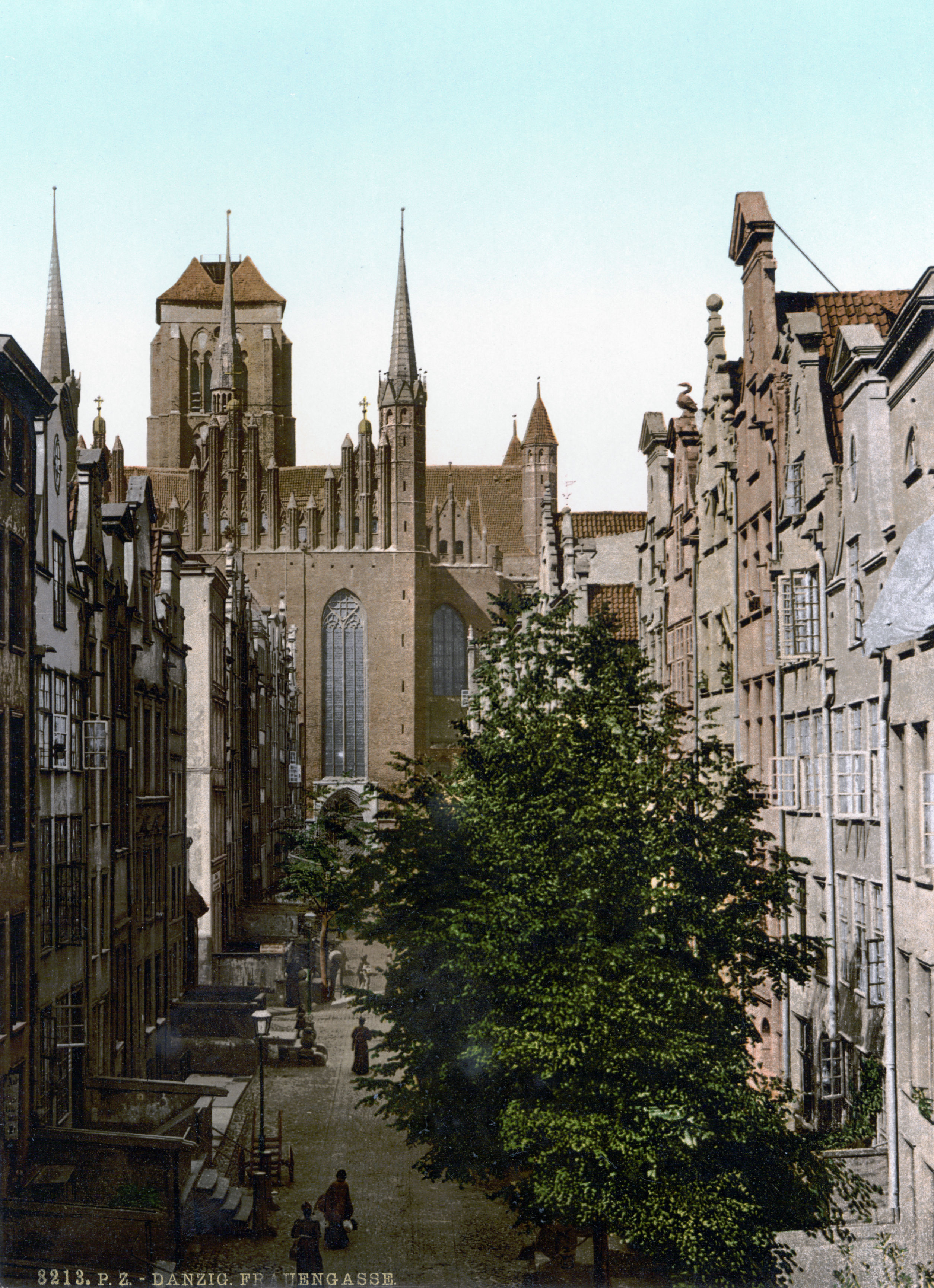
当時のフラウエンガッセ（現在のマリアッカ通り）から見た1900年頃の聖マリア教会。
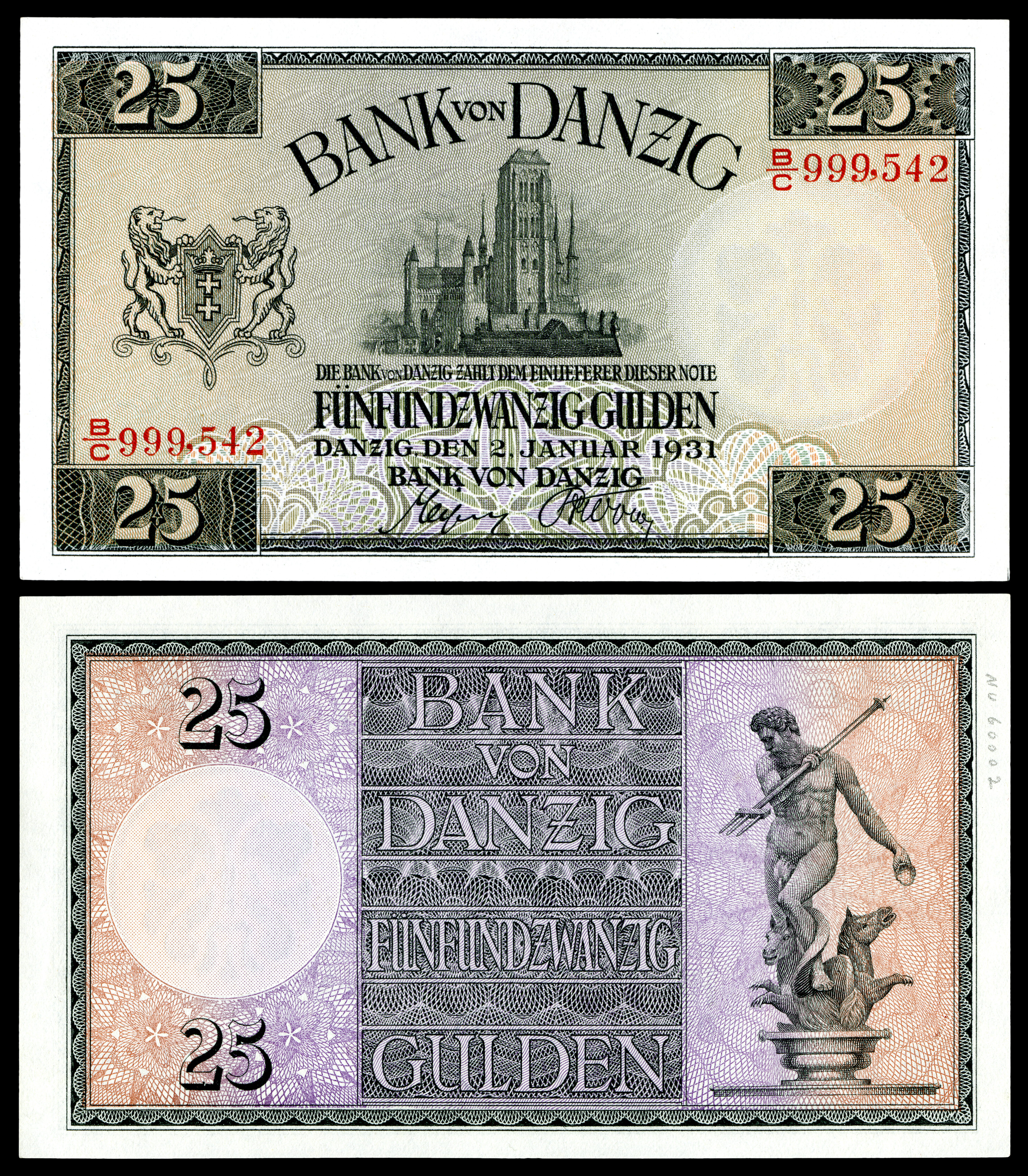
25 Danzig Gulden note of 1931 depicting St. Mary's Church, then the Protestant Marienkirche.